# Wieża Mġarr ix-Xini
Wieża Mġarr ix-Xini (malt. Torri ta’ Mġarr ix-Xini, ang. Mġarr ix-Xini Tower) – jedna z trzynastu małych umocnionych kamiennych wież obserwacyjnych, zbudowanych na Malcie za czasów wielkiego mistrza Kawalerów maltańskich Martina de Redin. Wieże zostały zbudowane pomiędzy rokiem 1658 a 1661. Każda z wież znajduje się w zasięgu wzroku z sąsiedniej, służyły one jako wieże komunikacyjne pomiędzy Gozo i Grand Harbour, oprócz funkcji obserwacyjno-ostrzegawczych przed piratami pełniły funkcje obronne.
Wieża Mġarr ix-Xini została zbudowana w 1661 roku jako jedna z 13 wież, jest usytuowana na wzgórzu na brzegu morza na zachód od miejscowości Mġarr na południowym wybrzeżu Gozo. Chociaż została zbudowana już rok po śmierci de Redina, w jej konstrukcji i cechach widać kontynuację poprzednich wież. Projekt wieży przypisuje się francuskiemu architektowi Mederico Blondelowi, który był głównym inżynierem zakonu w latach 1659-1698. Budynek posiada dwie kondygnacje. Górna z niewielkimi oknami oraz pierwotnymi drzwiami wejściowymi służyła jako pomieszczenie mieszkalne dla załogi, natomiast dolna pozbawiona okien i drzwi służyła jako magazyn żywności i broni dla załogi. Niewielka spiralna klatka schodowa, prowadząca z pierwszego pięta na dach wieży, została umieszczona wewnątrz ściany wieży. Wejście do wieży znajduje się na poziomie pierwszego piętra od strony lądu i było dostępne tylko poprzez specjalną drabinę. Okno obserwacyjne znajdowało się po przeciwnej stronie wieży. 
Restauracja obiektu została przeprowadzona w latach 2000-2008 przez Wirt Għawdex i Ministry of Gozo. Od 2009 jest dostępna dla zwiedzających. Została wpisana na listę National Inventory of the Cultural Property of the Maltese Islands pod numerem 00037.